# 施泰因曼德爾山
47°19′56″N 10°4′12″E / 47.33222°N 10.07000°E

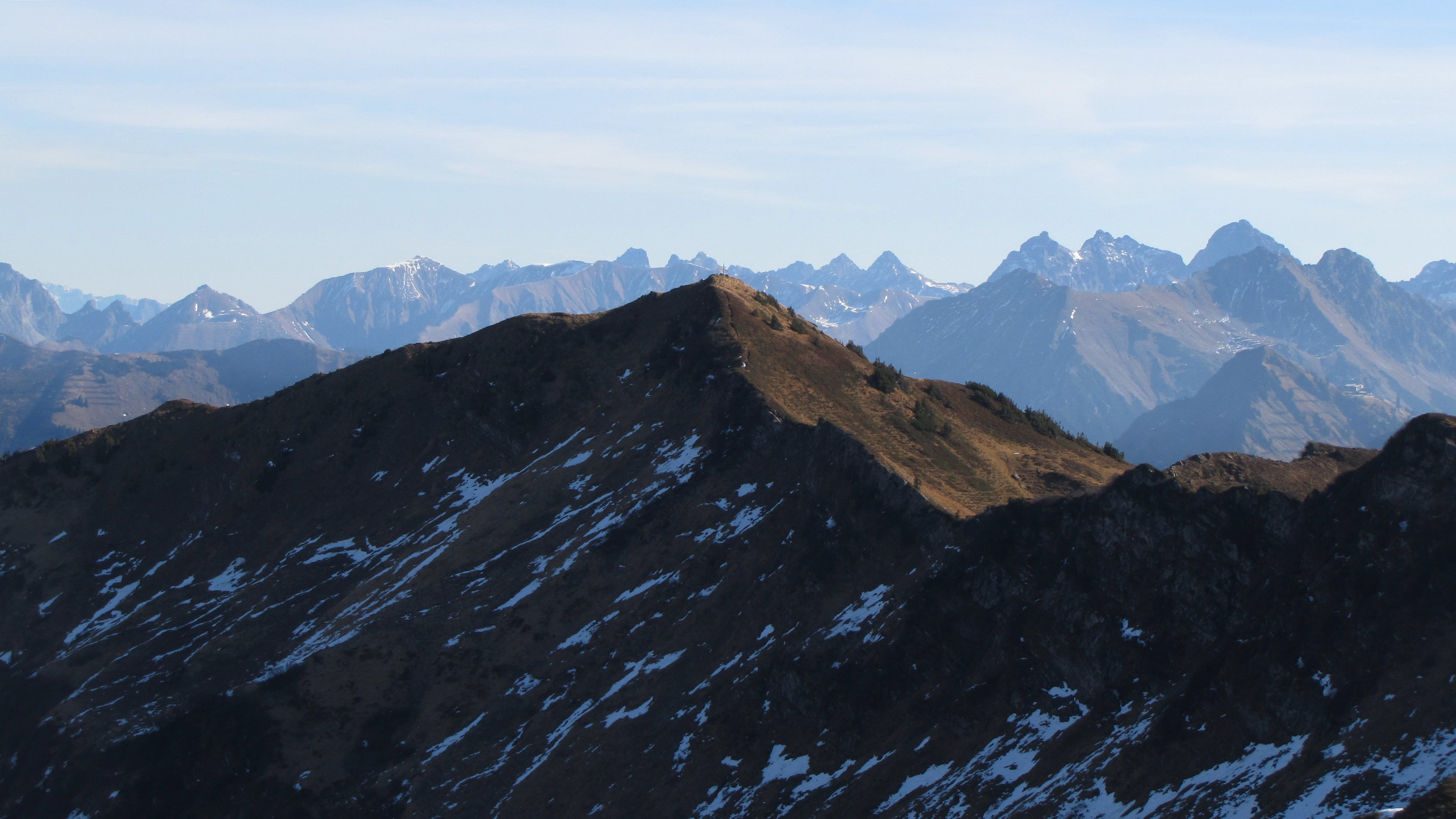

施泰因曼德爾山（德語：Steinmandl），是奧地利的山峰，位於該國西部，由福拉爾貝格州負責管轄，屬於阿爾高阿爾卑斯山脈的一部分，距離格林山0.8公里，海拔高度1,982米。